# Recibo de depósito
Recibo de depósito são comprovantes de entrega das mercadorias e o documento pelo qual o emissor do documento reconhece sua condição de depositário da mercadoria.
Tal recibo atesta o Contrato de Depósito Mercantil, firmado entre o depositante e o armazém-geral (não é passível de endosso).
Permite ao depositante realizar a venda total ou parcial das mercadorias de acordo com o que tem acertado a quem (ou a que) entregou o documento.